# Angelo Solbiati
Angelo Solbiati (Legnano, 11 dicembre 1915 – ...) è stato un calciatore italiano, di ruolo attaccante.

## Carriera
Giocò in Serie A con il Napoli per una stagione.

## Palmarès

### Club

#### Competizioni nazionali
- Serie C: 1

Siena: 1937-1938